# Dorotheanthus apetalus
Dorotheanthus apetalus es una especie de planta suculenta perteneciente a la familia de las aizoáceas.

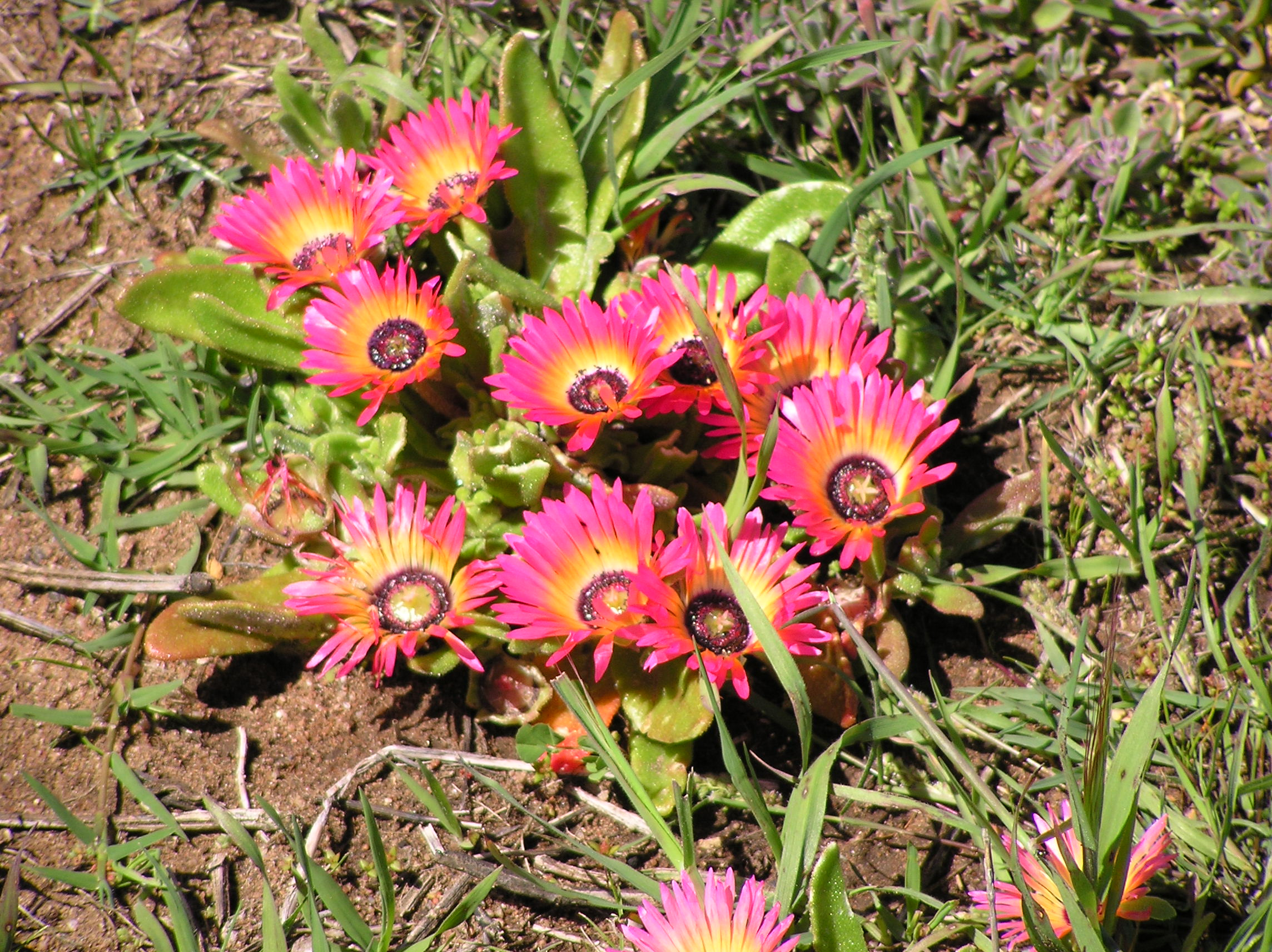
Vista de la planta

## Descripción
Es una pequeña planta suculenta perennifolia que alcanza un tamaño de 4 cm de altura en una altitud de 40 - 320 metros en Sudáfrica.

## Taxonomía
Dorotheanthus apetalus fue descrita por (L.f.) N.E.Br., y publicado en Möller's Deutsche Gärtn.-Zeitung 42: 283 (1927). La especie tipo es : Dorotheanthus gramineus (Haw.) Schwantes (Mesembryanthemum gramineum Haw.)
Etimología
Dorotheanthus: nombre genérico otorgado por el botánico alemán Martin Heinrich Gustav Schwantes en honor de su madre Dorotea.
apetalus: epíteto latino que significa "sin pétalos".
Sinonimia
- Cleretum apetalum (L.f.) N.E.Br.
- Cleretum gramineum (Haw.) N.E.Br.
- Dorotheanthus copticus (Jacq.) L.Bolus
- Dorotheanthus gramineus (Haw.) Schwantes
- Mesembryanthemum apetalum L.f.
- Mesembryanthemum copticum Jacq.
- Mesembryanthemum gramineum Haw.[3][4]